# كين دونكان (محامي)
كين دونكان (بالإنجليزية: Ken Duncan)‏ هو محامي وشخصية أعمال أمريكي، ولد في 23 أغسطس 1945.